# Daniel Estrada Pérez
Daniel Federico Estrada Pérez (Cusco, 3 de enero de 1947 - Lima, 23 de marzo del 2003) fue un abogado y político peruano. Es reconocido por su gestión como alcalde de la ciudad del Cusco, ejerciendo el cargo desde el año 1984 hasta el año 1995 y caracterizándose por desarrollar diversas obras municipales. Fue también fundador del partido político Unión por el Perú y logró salir elegido como congresista de la república en tres periodos consecutivos, siendo desde el año 1995 hasta su fallecimiento en el año 2003.

## Biografía
Daniel Estrada nació el 3 de enero del año 1947 en Cusco, ciudad ubicada en el sureste del Perú. Fue hijo de Alcides Estrada y de Avelina Pérez.
Estudió la carrera de Derecho en la Universidad Nacional San Antonio Abad del Cusco, en la cual obtuvo el título de abogado en el año 1972. Desde los años 1969 hasta 1970 fue presidente del Centro Federado de Estudiantes de la Facultad de Derecho y Ciencias Políticas de la UNSAAC. 
En su desempeño profesional fue asesor jurídico de organizaciones laborales, cívicas y culturales hasta el año 1983. Desempeñó los cargos de defensor general de los Indígenas de América ante el Tribunal Russell en Róterdam, Holanda. En el año 1975, Daniel Estrada fue elegido como decano del Colegio de Abogados del Cusco y luego en el año 1979, como uno de sus fundadores, fue elegido presidente del Comité de Derechos Humanos del Cusco y fue presidente del Consejo Regional Sur Peruano de Derechos Humanos desde 1981 hasta 1982.
Fue titulado doctor honoris causa por la Universidad Andina del Cusco en el año 1993.

## Trayectoria política

### Alcalde del Cusco
Daniel Estrada se inicia en el ámbito político como militante de Izquierda Unida, coalición de movimientos políticos de tendencia izquierdista que eran liderados por Alfonso Barrantes, histórico y reconocido político socialista. En el año 1983, Estrada se inicia en la política como candidato a la alcaldía de la provincia del Cusco en las elecciones municipales de ese mismo año. Finalmente, Estrada ganó las elecciones con el 46.86 % de votos, venciendo a la candidata aprista Teresa Flores de Paliza, y fue proclamado como alcalde de la provincia del Cusco para el periodo municipal 1984-1986.
Intentó ser reelegido en el año 1986 sin éxito. Sin embargo en las elecciones del año 1989, Estrada volvió a ser elegido como alcalde cuzqueño y luego reelegido en las elecciones del año 1993, esta vez como político independiente.
Durante su gestión como alcalde, Daniel Estrada fue reconocido por realizar diversas obras municipales en torno a la recuperación cultural cuzqueña. Entre sus obras destacan el monumento al inca Pachacútec, el mural Histórico del Qosqo, la explanada del Qoricancha, la plazoleta tricentenario frente al antiguo local del Colegio San Francisco de Borja, además de las diversas paqchas o fuentes que se construyeron en la ciudad destacándose la de la Plaza San Blas y la de Pumaqchupan al final de la avenida El Sol.
En su gestión también se logró que el Congreso Constituyente Democrático del año 1992 reconociera e incluyera en el texto de la Constitución Política de 1993 el reconocimiento al Cusco como "Capital histórica del Perú". A nivel local dispuso el uso en documentos oficiales del nombre en idioma quechua de la ciudad ("Qosqo") a la vez que oficializó los nombres quechuas de varias calles del centro histórico del Cusco. Brindó apoyo a la Academia Mayor de la Lengua Quechua. Esta labor le valió el sobrenombre quechua de Qosqoruna ("Hombre del Qosqo").
Bajo su alcaldía, el Cusco estableció relaciones de hermandad con Atenas, La Habana, La Paz, Belén (Palestina), Ciudad de México y Moscú. 

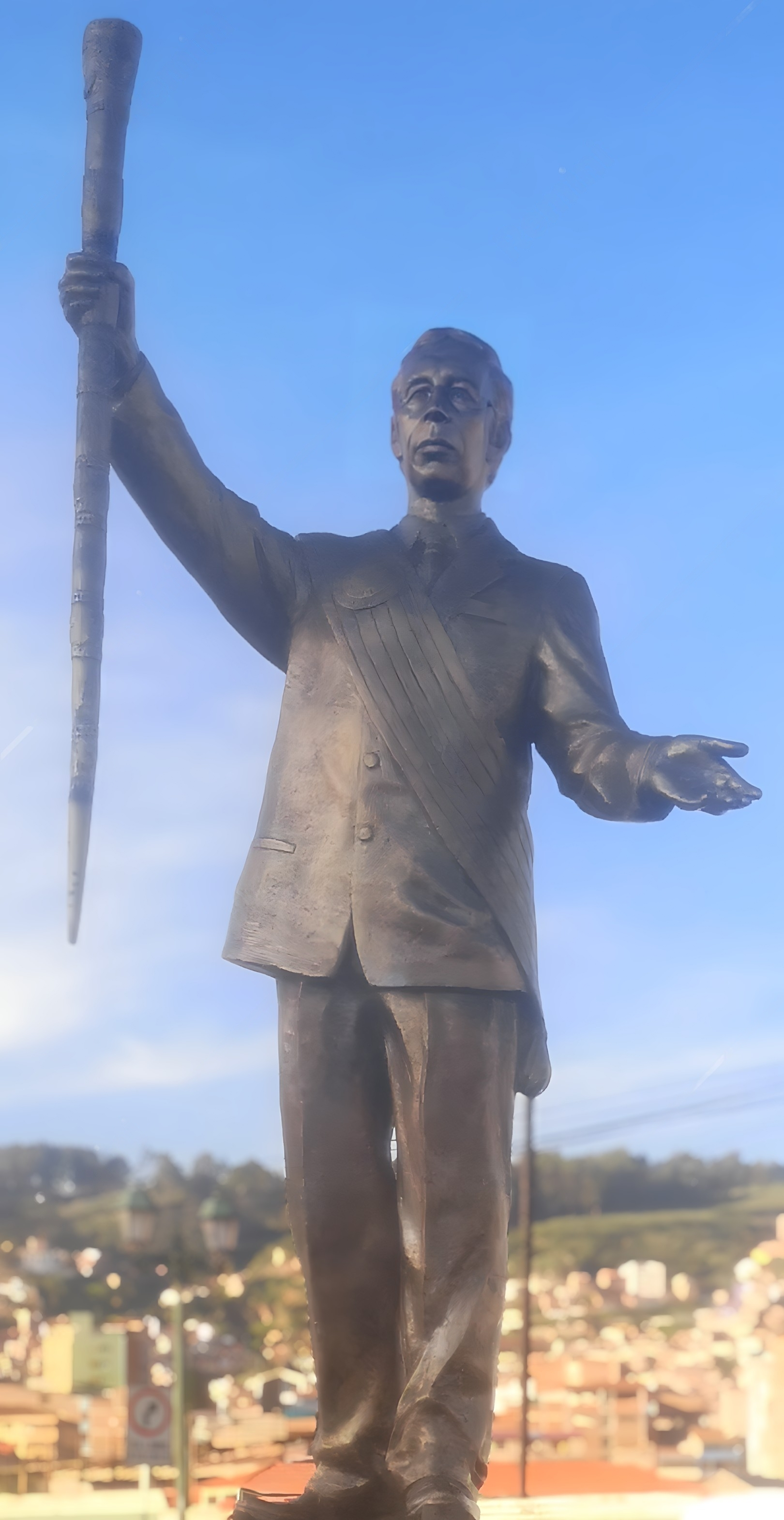
Monumento de Daniel Estrada en la ciudad del Cusco.

### Congresista
En el año 1994, el embajador Javier Pérez de Cuéllar, junto con diversos políticos de diversas tendencias ideológicas, fundó el partido político Unión por el Perú para postular a la presidencia del Perú en las elecciones generales del año 1995, compitiendo contra la primera reelección de Alberto Fujimori. Asimismo, Estrada fue convocado por Pérez de Cuéllar para formar parte de la fundación del partido político y a la vez encabezar la lista de candidatos al Congreso de la República. Anteriormente, Estrada se caracterizó por su oposición al régimen fujimorista debido al autogolpe de estado militar en el año 1992 y por las masacres militares cometidas por el Grupo Colina, hecho a lo que le llevó a organizar protestas cívicas en Cusco contra el régimen autoritario.
Estrada logró salir victoriosamente electo congresista con 141,120 votos y luego fue juramentado para el periodo parlamentario 1995-2000.
Como congresista fue miembro de la comisión de Descentralización, Liga Parlamentaria de Amistad Perú - India, Turismo y de la Subcomisión de Acusaciones Constitucionales. Asimismo, fue parte de la oposición al gobierno de Alberto Fujimori, en donde colaboró con diversas investigaciones de la oposición en casos de corrupción y violación de Derechos Humanos. Postuló también a la presidencia del Congreso, en la cual perdió ante la congresista fujimorista Martha Chávez.
Tras la salida de Javier Pérez de Cuéllar de Unión por el Perú, Daniel Estrada asumió la presidencia del partido. Posteriormente en las elecciones del año 2000, Estrada promovió la candidatura presidencial de Máximo San Román, exvicepresidente del primer régimen fujimorista, y postuló por segunda vez al Congreso de la República, la cual tuvo éxito y fue juramentado para el periodo 2000-2005.
Las elecciones del año 2000 fueron polémicas debido a los indicios de fraude que favorecían la segunda reelección de Alberto Fujimori. Ante esto, los miembros de la oposición encabezados por Alejandro Toledo, candidato opositor y líder del partido Perú Posible, convocaron una movilización nacional denominada como la “Marcha de los Cuatro Suyos” contra la tercera toma de mando de Fujimori. Daniel Estrada apoyó la protesta nacional y junto con los miembros de UPP participaron en la convocatoria realizada por Toledo. El día 27 de julio de ese mismo año, durante la juramentación de Alberto Fujimori como presidente del Perú por tercera vez, Estrada se retiró del Congreso y junto con los demás congresistas opositores acudieron a participar en la Marcha de los Cuatro Suyos.
En su segunda gestión parlamentaria siguió colaborando en mociones de investigación contra el régimen fujimorista, esto debido a los manejos de Vladimiro Montesinos, entonces asesor del presidente Fujimori, en diversas instituciones del estado peruano. Posteriormente en septiembre de ese mismo año, el congresista Fernando Olivera presentó a nivel nacional un video en el que se aprecia a Montesinos entregando dinero al congresista Alberto Kouri para que éste dejara las filas de la oposición a cambio de las del oficialismo. Ante el escándalo de corrupción, Estrada y los demás congresistas opositores protestaron en el parlamento e iniciaron una moción de censura contra Martha Hildebrandt, presidenta del Congreso que terminó siendo censurada por oponerse a crear una comisión especial encargada de investigar a Montesinos.
En noviembre del año 2000, el presidente Alberto Fujimori decidió anunciar su renuncia a la presidencia del Perú mediante un fax desde Japón, país donde terminó refugiándose. Sin embargo, los congresistas de la oposición decidieron rechazar la renuncia de Fujimori y optaron por presentar una moción de vacancia presidencial, la cual terminó siendo aprobada y dio por terminado el régimen fujimorista. Daniel Estrada apoyó la vacancia de Fujimori y también al gobierno de transición encabezado por Valentín Paniagua, congresista y líder del partido Acción Popular.
En las elecciones del año 2001, Estrada fue nuevamente elegido como congresista por el Cusco para el periodo 2001-2005. Estrada decidió que Unión por el Perú participaría en las elecciones sin candidato a la presidencia del Perú.
En su tercera gestión ejerció la presidencia de la Subcomisión encargada de investigar el reclutamiento de congresistas tránsfugas durante el régimen fujimorista.

## Fallecimiento
A mediados del año 2002, Daniel Estrada anunció que padecía de un cáncer linfático. El 23 de marzo del 2003, Daniel Estrada falleció a los 56 años tras sufrir un paro cardiaco. La noticia fue confirmada por el entonces director del Instituto Nacional de Enfermedades Neoplásicas, Carlos Vallejos.
Sus restos fueron velados en el Congreso de la República y fue homenajeado por las bancadas parlamentarias, así como por el entonces presidente del Congreso, Carlos Ferrero Costa. Asimismo, el presidente Alejandro Toledo envió condolencias y recordó a Daniel Estrada como «Un demócrata y un luchador de la justicia social ». Posteriormente fue trasladado a su natal Cusco, en donde dispusieron el izamiento de las banderas del Cusco a media asta en señal de duelo, y sus restos fueron enterrados en el Cementerio General de La Almudena.
Luego de su deceso, el Congreso de la República declaró vacante su curul congresal y convocó a Mario Ochoa Vargas, accesitario de UPP en Cusco, para asumir como congresista en su reemplazo y completar el periodo 2001-2006.

## Galería

Obras efectuadas en el Centro Histórico de Cusco (1990-1992)
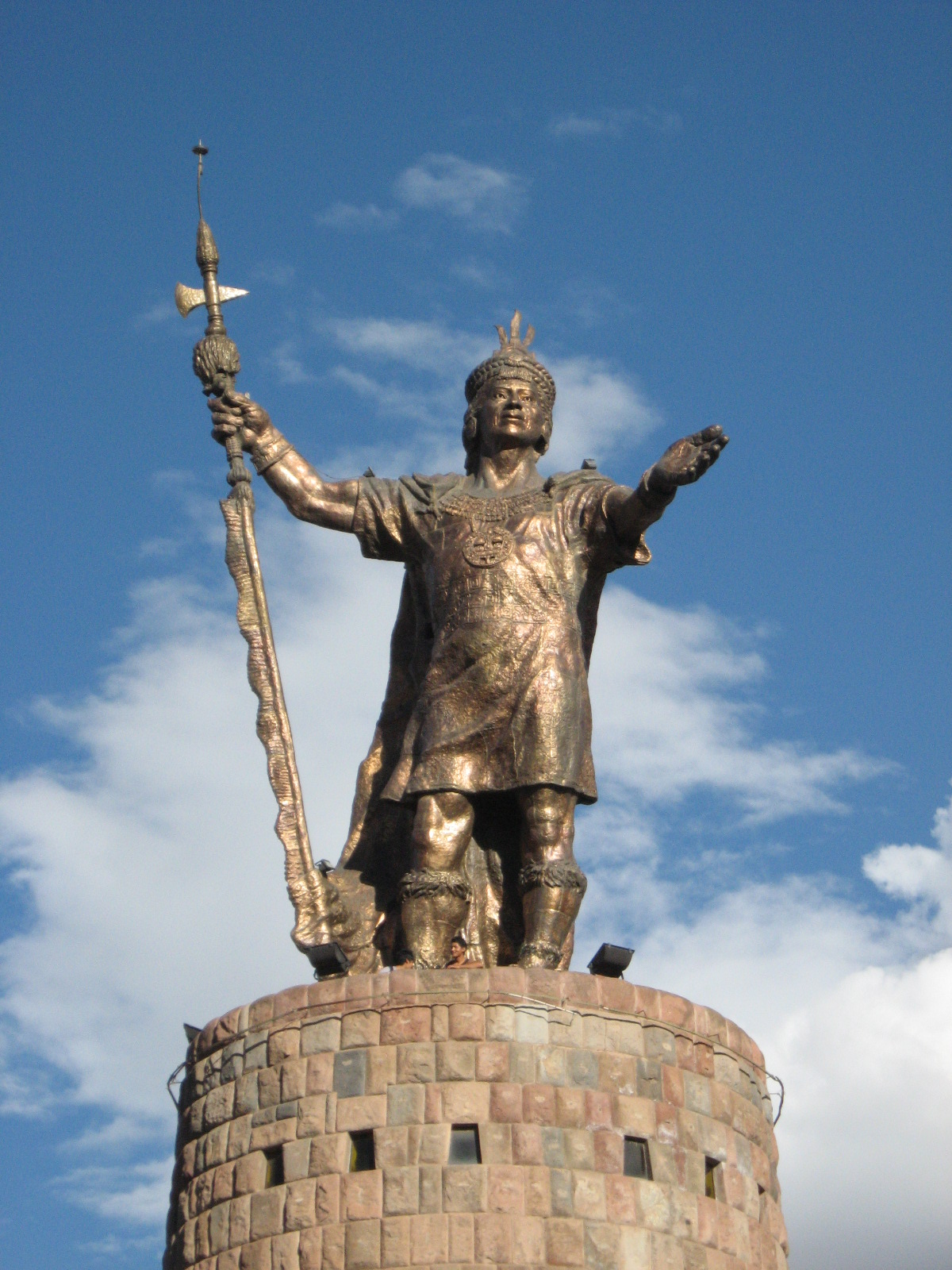
Monumento al inca Pachacútec, una de las obras inauguradas en el gobierno de Estrada
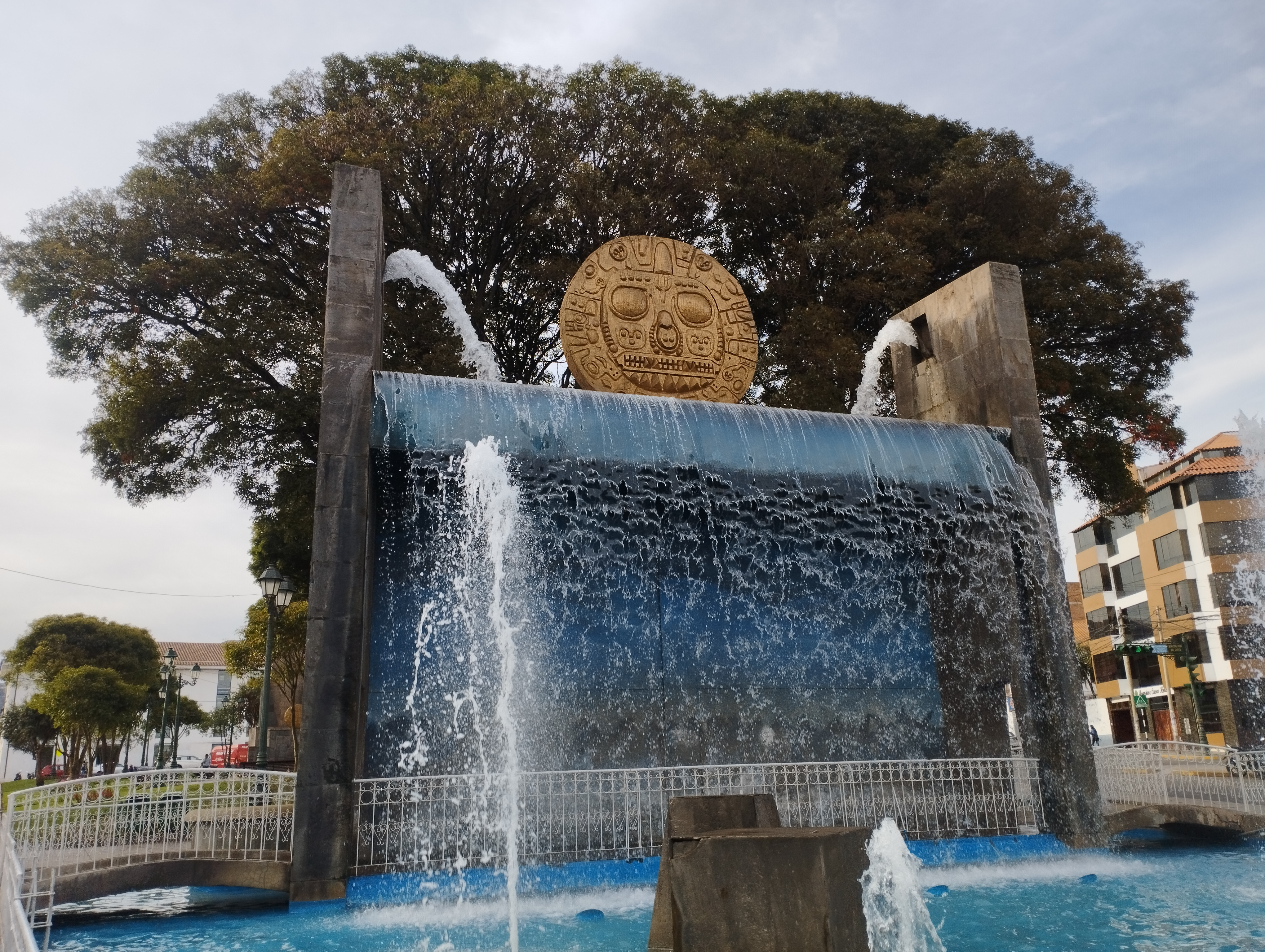
Paqcha (fuente) de Pumaqchupan
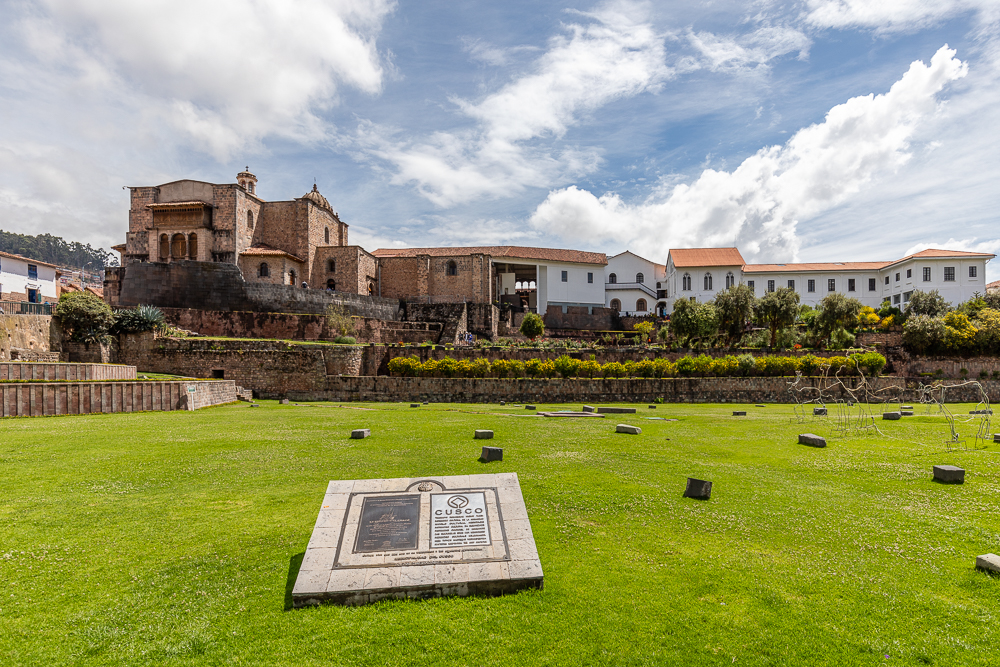
Explanada Koricancha
Mural histórico del Qosqo, se ubica en la avenida El Sol y comprende tres mil años de historia cusqueña